# 2. ŽNL Osječko-baranjska NS Osijek 2010./11.
Ligu je osvojio NK Vitez '92 Tenjski Antunovac i u kvalifikacijama za 1. ŽNL Osječko-baranjsku izborio plasman u viši rang. Iz lige je u 3. ŽNL Osječko-baranjsku ispao NK Sarvaš.

## Tablica
| Mj. | Klub                           | Sus. | Pobj. | Nerj. | Por. | GR.   | Bod. |
| --- | ------------------------------ | ---- | ----- | ----- | ---- | ----- | ---- |
| 1.  | NK Vitez '92 Tenjski Antunovac | 22   | 19    | 3     | 0    | 68:8  | 60   |
| 2.  | NK Mursa-Zanatlija Osijek      | 22   | 16    | 3     | 3    | 59:20 | 51   |
| 3.  | NK Tomislav Livana             | 22   | 14    | 1     | 7    | 44:24 | 43   |
| 4.  | NK Mladost Čepinski Martinci   | 22   | 10    | 1     | 11   | 48:50 | 31   |
| 5.  | NK Laslovo '91                 | 22   | 9     | 4     | 9    | 38:47 | 31   |
| 6.  | NK Sloga Ernestinovo           | 22   | 7     | 9     | 6    | 23:26 | 30   |
| 7.  | NK BSK Beketinci               | 22   | 8     | 3     | 11   | 35:39 | 27   |
| 8.  | NK LIO Osijek                  | 22   | 8     | 3     | 11   | 40:48 | 27   |
| 9.  | NK Radnik Josipovac            | 22   | 8     | 2     | 12   | 31:33 | 26   |
| 10. | NK Hajduk Veljko Šodolovci     | 22   | 7     | 4     | 11   | 42:41 | 25   |
| 11. | NK Šubić Vuka                  | 22   | 5     | 3     | 14   | 19:64 | 18   |
| 12. | NK Sarvaš                      | 22   | 2     | 2     | 18   | 20:67 | 8    |

## Rezultati
| NK Sarvaš - NK Tomislav Livana 0:2 NK Šubić Vuka - NK Mladost Čepinski Martinci 0:2 NK Mursa-Zanatlija Osijek - NK Sloga Ernestinovo 3:1 NK Hajduk Veljko Šodolovci - NK BSK Beketinci 1:0 NK Vitez '92 Tenjski Antunovac - NK Radnik Josipovac 3:0 NK LIO Osijek - NK Laslovo '91 6:1 | NK Tomislav Livana - NK Laslovo '91 3:1 NK Radnik Josipovac - NK LIO Osijek 4:1 NK BSK Beketinci - NK Vitez '92 Tenjski Antunovac 0:3 NK Sloga Ernestinovo - NK Hajduk Veljko Šodolovci 2:3 NK Mladost Čepinski Martinci - NK Mursa-Zanatlija Osijek 1:2 NK Sarvaš - NK Šubić Vuka 0:1 | NK Šubić Vuka - NK Tomislav Livana 0:5 NK Mursa-Zanatlija Osijek - NK Sarvaš 4:0 NK Hajduk Veljko Šodolovci - NK Mladost Čepinski Martinci 3:3 NK Vitez '92 Tenjski Antunovac - NK Sloga Ernestinovo 2:2 NK LIO Osijek - NK BSK Beketinci 0:5 NK Laslovo '91 - NK Radnik Josipovac 0:0 |
| NK Tomislav Livana - NK Radnik Josipovac 3:1 NK BSK Beketinci - NK Laslovo '91 1:2 NK Sloga Ernestinovo - NK LIO Osijek 2:1 NK Mladost Čepinski Martinci - NK Vitez '92 Tenjski Antunovac 1:3 NK Sarvaš - NK Hajduk Veljko Šodolovci 3:2 NK Šubić Vuka - NK Mursa-Zanatlija Osijek 0:4 | NK Mursa-Zanatlija Osijek - NK Tomislav Livana 1:0 NK Hajduk Veljko Šodolovci - NK Šubić Vuka 5:0 NK Vitez '92 Tenjski Antunovac - NK Sarvaš 3:0 NK LIO Osijek - NK Mladost Čepinski Martinci 4:1 NK Laslovo '91 - NK Sloga Ernestinovo 0:0 NK Radnik Josipovac - NK BSK Beketinci 0:1 | NK Tomislav Livana - NK BSK Beketinci 3:1 NK Sloga Ernestinovo - NK Radnik Josipovac 2:1 NK Mladost Čepinski Martinci - NK Laslovo '91 2:0 NK Sarvaš - NK LIO Osijek 0:1 NK Šubić Vuka - NK Vitez '92 Tenjski Antunovac 0:8 NK Mursa-Zanatlija Osijek - NK Hajduk Veljko Šodolovci 3:1 |
| NK Hajduk Veljko Šodolovci - NK Tomislav Livana 0:1 NK Vitez '92 Tenjski Antunovac - NK Mursa-Zanatlija Osijek 2:0 NK LIO Osijek - NK Šubić Vuka 7:2 NK Laslovo '91 - NK Sarvaš 3:0 NK Radnik Josipovac - NK Mladost Čepinski Martinci 3:2 NK BSK Beketinci - NK Sloga Ernestinovo 0:0 | NK Tomislav Livana - NK Sloga Ernestinovo 0:1 NK Mladost Čepinski Martinci - NK BSK Beketinci 5:4 NK Sarvaš - NK Radnik Josipovac 0:3 NK Šubić Vuka - NK Laslovo '91 1:7 NK Mursa-Zanatlija Osijek - NK LIO Osijek 6:0 NK Hajduk Veljko Šodolovci - NK Vitez '92 Tenjski Antunovac 0:1 | NK Vitez '92 Tenjski Antunovac - NK Tomislav Livana 3:0 NK LIO Osijek - NK Hajduk Veljko Šodolovci 1:0 NK Laslovo '91 - NK Mursa-Zanatlija Osijek 1:7 NK Radnik Josipovac - NK Šubić Vuka 1:0 NK BSK Beketinci - NK Sarvaš 5:0 NK Sloga Ernestinovo - NK Mladost Čepinski Martinci 1:0 |
| NK Tomislav Livana - NK Mladost Čepinski Martinci 2:3 NK Sarvaš - NK Sloga Ernestinovo 0:1 NK Šubić Vuka - NK BSK Beketinci 1:2 NK Mursa-Zanatlija Osijek - NK Radnik Josipovac 2:1 NK Hajduk Veljko Šodolovci - NK Laslovo '91 7:1 NK Vitez '92 Tenjski Antunovac - NK LIO Osijek 4:0 | NK LIO Osijek - NK Tomislav Livana 1:4 NK Laslovo '91 - NK Vitez '92 Tenjski Antunovac 0:2 NK Radnik Josipovac - NK Hajduk Veljko Šodolovci 2:2 NK BSK Beketinci - NK Mursa-Zanatlija Osijek 0:2 NK Sloga Ernestinovo - NK Šubić Vuka 3:1 NK Mladost Čepinski Martinci - NK Sarvaš 5:4 | NK Tomislav Livana - NK Sarvaš 4:0 NK Mladost Čepinski Martinci - NK Šubić Vuka 1:2 NK Sloga Ernestinovo - NK Mursa-Zanatlija Osijek 1:1 NK BSK Beketinci - NK Hajduk Veljko Šodolovci 1:0 NK Radnik Josipovac - NK Vitez '92 Tenjski Antunovac 0:3 NK Laslovo '91 - NK LIO Osijek 3:0 |
| NK Laslovo '91 - NK Tomislav Livana 1:2 NK LIO Osijek - NK Radnik Josipovac 2:1 NK Vitez '92 Tenjski Antunovac - NK BSK Beketinci 6:0 NK Hajduk Veljko Šodolovci - NK Sloga Ernestinovo 1:0 NK Mursa-Zanatlija Osijek - NK Mladost Čepinski Martinci 5:1 NK Šubić Vuka - NK Sarvaš 3:1 | NK Tomislav Livana - NK Šubić Vuka 0:2 NK Sarvaš - NK Mursa-Zanatlija Osijek 1:1 NK Mladost Čepinski Martinci - NK Hajduk Veljko Šodolovci 5:0 NK Sloga Ernestinovo - NK Vitez '92 Tenjski Antunovac 0:5 NK BSK Beketinci - NK LIO Osijek 0:3 NK Radnik Josipovac - NK Laslovo '91 4:1 | NK Radnik Josipovac - NK Tomislav Livana 1:2 NK Laslovo '91 - NK BSK Beketinci 1:1 NK LIO Osijek - NK Sloga Ernestinovo 0:0 NK Vitez '92 Tenjski Antunovac - NK Mladost Čepinski Martinci 1:0 NK Hajduk Veljko Šodolovci - NK Sarvaš 7:0 NK Mursa-Zanatlija Osijek - NK Šubić Vuka 5:0 |
| NK Tomislav Livana - NK Mursa-Zanatlija Osijek 3:1 NK Šubić Vuka - NK Hajduk Veljko Šodolovci 2:2 NK Sarvaš - NK Vitez '92 Tenjski Antunovac 1:7 NK Mladost Čepinski Martinci - NK LIO Osijek 3:2 NK Sloga Ernestinovo - NK Laslovo '91 1:1 NK BSK Beketinci - NK Radnik Josipovac 1:2 | NK BSK Beketinci - NK Tomislav Livana 1:3 NK Radnik Josipovac - NK Sloga Ernestinovo 1:0 NK Laslovo '91 - NK Mladost Čepinski Martinci 5:4 NK LIO Osijek - NK Sarvaš 4:1 NK Vitez '92 Tenjski Antunovac - NK Šubić Vuka 3:0 NK Hajduk Veljko Šodolovci - NK Mursa-Zanatlija Osijek 1:3 | NK Tomislav Livana - NK Hajduk Veljko Šodolovci 4:1 NK Mursa-Zanatlija Osijek - NK Vitez '92 Tenjski Antunovac 0:0 NK Šubić Vuka - NK LIO Osijek 0:0 NK Sarvaš - NK Laslovo '91 1:2 NK Mladost Čepinski Martinci - NK Radnik Josipovac 2:1 NK Sloga Ernestinovo - NK BSK Beketinci 1:1 |
| NK Sloga Ernestinovo - NK Tomislav Livana 1:0 NK BSK Beketinci - NK Mladost Čepinski Martinci 3:2 NK Radnik Josipovac - NK Sarvaš 4:1 NK Laslovo '91 - NK Šubić Vuka 2:1 NK LIO Osijek - NK Mursa-Zanatlija Osijek 2:3 NK Vitez '92 Tenjski Antunovac - NK Hajduk Veljko Šodolovci 3:1 | NK Tomislav Livana - NK Vitez '92 Tenjski Antunovac 1:1 NK Hajduk Veljko Šodolovci - NK LIO Osijek 3:3 NK Mursa-Zanatlija Osijek - NK Laslovo '91 2:3 NK Šubić Vuka - NK Radnik Josipovac 1:0 NK Sarvaš - NK BSK Beketinci 1:2 NK Mladost Čepinski Martinci - NK Sloga Ernestinovo 2:1 | NK Mladost Čepinski Martinci - NK Tomislav Livana 2:0 NK Sloga Ernestinovo - NK Sarvaš 2:2 NK BSK Beketinci - NK Šubić Vuka 5:1 NK Radnik Josipovac - NK Mursa-Zanatlija Osijek 0:2 NK Laslovo '91 - NK Hajduk Veljko Šodolovci 2:0 NK LIO Osijek - NK Vitez '92 Tenjski Antunovac 1:3 |
| NK Tomislav Livana - NK LIO Osijek 2:1 NK Vitez '92 Tenjski Antunovac - NK Laslovo '91 2:1 NK Hajduk Veljko Šodolovci - NK Radnik Josipovac 2:1 NK Mursa-Zanatlija Osijek - NK BSK Beketinci 2:1 NK Šubić Vuka - NK Sloga Ernestinovo 1:1 NK Sarvaš - NK Mladost Čepinski Martinci 4:1 | | |

## Kvalifikacije za 1. ŽNL Osječko-baranjsku
NK Belje Kneževo - NK Vitez '92 Tenjski Antunovac 1:1
NK Vitez '92 Tenjski Antunovac - NK Belje Kneževo 1:0
U 1. ŽNL Osječko-baranjsku se plasirao NK Vitez '92 Tenjski Antunovac.